# گالوستون (تگزاس)

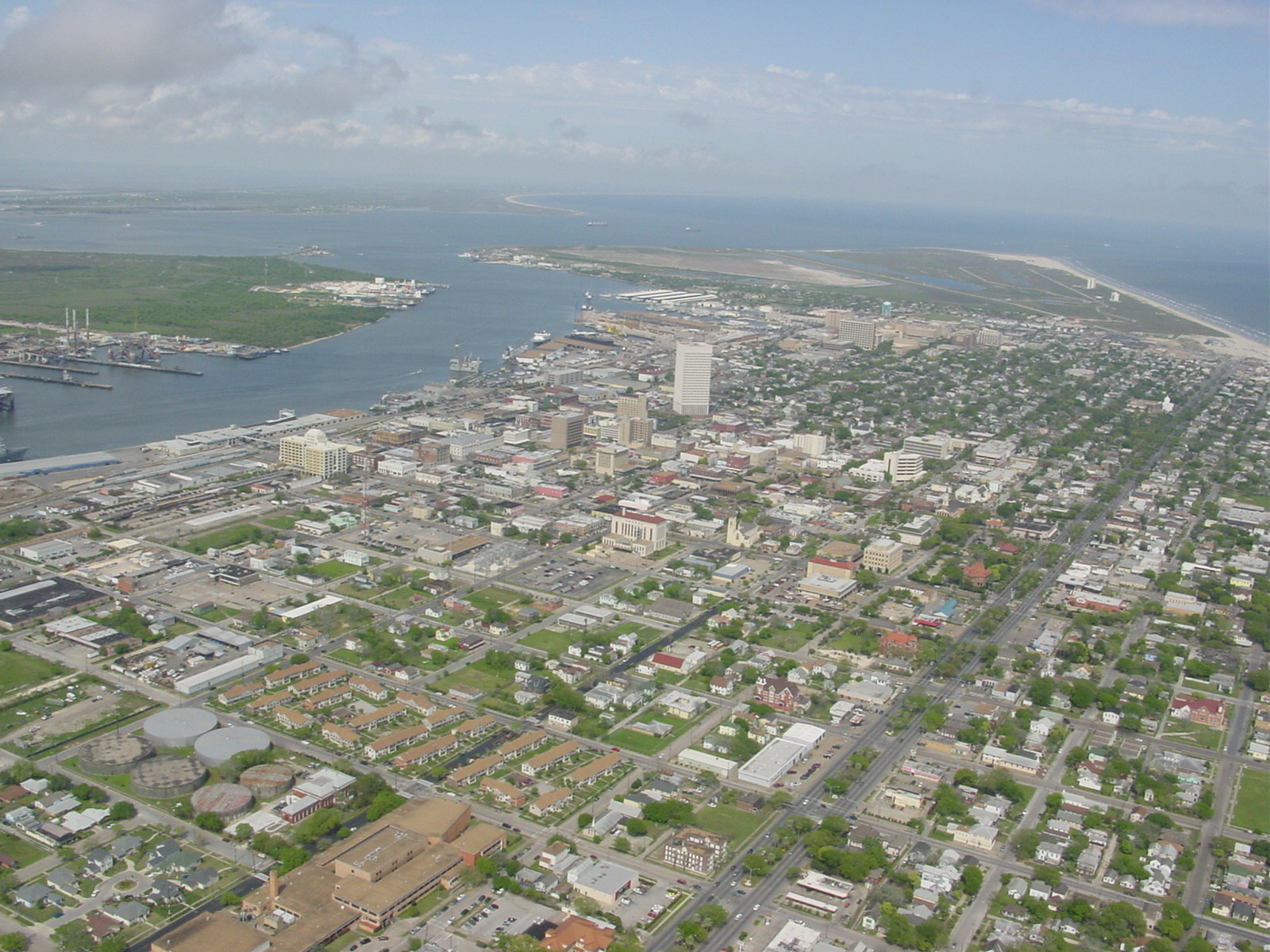

گالوستون (به انگلیسی  /ˈɡælvɪstən/ گَل-ویس-تِن Galveston) یک شهر تفریحی ساحلی و بندری در سواحل جنوب شرقی ایالت تگزاس در ایالات متحده آمریکا است. این شهر که در جزیره گلوستون و جزیره پلیکان قرار دارد، مساحتی معادل ۲۱۱.۳۱ مایل مربع (۵۴۷.۳ کیلومتر مربع) را پوشش می‌دهد و بر اساس سرشماری سال ۲۰۲۰، جمعیتی برابر با ۵۳,۶۹۵ نفر دارد. گلوستون مرکز اداری شهرستان گلوستون است و پس از شهر اصلی، دومین شهرداری بزرگ در این شهرستان محسوب می‌شود. این شهر در منطقه کلان‌شهری هیوستون-وودلندز-شوگرلند و در بخش جنوبی آن، در ساحل شمال غربی خلیج مکزیک قرار دارد.گالوستون همچنین مرکز شهرستان بوده و بزرگ‌ترین شهر در شهرستان گالوستون می‌باشد.
شاخه پزشکی دانشگاه تگزاس در این شهر قرار دارد.
نام گلوستون (یا شهر گلوِز) برگرفته از نام برناردو دِ گالوِز (۱۷۴۶–۱۷۸۶)، رهبر نظامی و سیاسی اسپانیایی در قرن هجدهم است که در ماچاراویا، مالاگا در پادشاهی اسپانیا متولد شد. اولین سکونتگاه‌های اروپایی در این جزیره در حدود سال ۱۸۱۶ توسط یک دزد دریایی فرانسوی به نام لوئیس-میشل آوری ساخته شد. هدف از این استقرار، حمایت از تلاش‌های مکزیک در مسیر استقلال از اسپانیا و کمک به مستعمرات دیگر در قاره آمریکا، به‌ویژه در آمریکای مرکزی و جنوبی در دهه‌های ۱۸۱۰ و ۱۸۲۰ بود. بندر گلوستون در سال ۱۸۲۵ و پس از استقلال مکزیک از اسپانیا، توسط کنگره مکزیک تأسیس شد. این شهر در طول انقلاب تگزاس در سال ۱۸۳۶ به‌عنوان بندر اصلی نیروی دریایی تازه تأسیس تگزاس عمل کرد و پس از آن، برای مدتی پایتخت جمهوری تگزاس شد.
در سال ۱۸۶۵، ژنرال گوردون گرنجر به ویلا اَشتُن رسید و اعلام کرد که برده‌داری در آمریکا دیگر قانونی نیست. این رویداد، که یکی از آخرین اعلامیه‌های آزادی بردگان در آمریکا بود، اکنون هر ساله در ۱۹ ژوئن تحت عنوان عید فدرال "جونتینث" (Juneteenth) گرامی داشته می‌شود.
در قرن نوزدهم، گلوستون به یکی از مراکز اصلی تجاری آمریکا و یکی از بزرگ‌ترین بنادر ایالات متحده تبدیل شد. برای مدتی، این شهر بزرگ‌ترین شهر تگزاس بود و به‌عنوان "ملکه خلیج" شناخته می‌شد. اما در سال ۱۹۰۰، طوفان غیرمنتظره‌ای که به طوفان گلوستون شهرت یافت، شهر را به‌شدت ویران کرد. این طوفان، همراه با سیلاب و امواج طوفانی عظیم، تقریباً کل شهر را نابود کرد. این حادثه طبیعی همچنان مرگبارترین بلای طبیعی تاریخ ایالات متحده محسوب می‌شود و تخمین زده می‌شود که بین ۶,۰۰۰ تا ۱۲,۰۰۰ نفر در آن جان خود را از دست داده باشند.
پس از این فاجعه، شهر گلوستون در دوران ممنوعیت مشروبات الکلی (۱۹۱۹-۱۹۳۳) دوباره به‌عنوان یک قطب گردشگری مطرح شد و به یکی از مراکز اصلی قمار غیرقانونی در آمریکا تبدیل شد، تا جایی که این شهر را "ایالت آزاد گلوستون" می‌نامیدند. بااین‌حال، این دوران در دهه ۱۹۵۰ پایان یافت و روند جدیدی از توسعه اقتصادی و اجتماعی در شهر آغاز شد.
امروزه، اقتصاد گلوستون به‌شدت بر پایه گردشگری، مراقبت‌های بهداشتی، حمل‌ونقل دریایی و خدمات مالی بنا شده است. یکی از مهم‌ترین مؤسسات اقتصادی در شهر، دانشگاه علوم پزشکی تگزاس است که ۸۴ جریب (۳۴ هکتار) مساحت دارد و بیش از ۲,۵۰۰ دانشجو در آن مشغول به تحصیل هستند.
گلوستون دارای شش منطقه تاریخی است که شامل یکی از بزرگ‌ترین مجموعه‌های ساختمان‌های قرن نوزدهم در ایالات متحده می‌شود. بیش از ۶۰ ساختمان این شهر در فهرست ملی اماکن تاریخی آمریکا ثبت شده و تحت نظارت سازمان پارک‌های ملی وزارت کشور ایالات متحده قرار دارند.

## تاریخ

### اکتشاف و توسعه در قرن نوزدهم
ساکنان بومی جزیره گلوستون این جزیره را "Auia" می‌نامیدند. در نوامبر ۱۵۲۸، کابزا دِ واکا و خدمه‌اش پس از غرق شدن کشتی‌شان در مکانی که او "Isla de Malhado" نامید، فرود آمدند. هنوز مشخص نیست که این مکان جزیره گلوستون بوده یا جزیره سن لوئیس.
در ۱۷۸۵، هنگام نقشه‌برداری از سواحل خلیج مکزیک، خوزه دِ اویا، کاوشگر اسپانیایی، ویژگی‌های آبی اطراف این جزیره را "Bd. de Galvestown" و "Bahia de Galvestowm" نام‌گذاری کرد. او تحت فرمان برناردو دِ گالوِز کار می‌کرد. در نقشه‌های اولیه‌اش، انتهای غربی جزیره را "Isla de San Luis" و انتهای شرقی را "Pt. de Culebras" نامید. با این حال، او خود جزیره را در نقشه‌های ۱۷۹۹ نام‌گذاری نکرد. پنج سال بعد، الکساندر فون هومبولت از این نام‌ها در نقشه‌های خود استفاده کرد. استفان اف. آستین نیز نام "San Luis Island" را ادامه داد اما نام "Galveston" را برای دهکده کوچکی که در انتهای شرقی جزیره قرار داشت، معرفی کرد. شواهدی از نام جزیره گلوستون در نقشه دیوید اچ. بور در سال ۱۸۳۳ دیده می‌شود.

### استقرار اولیه و تأسیس شهر
نخستین سکونتگاه‌های دائمی اروپایی در ۱۸۱۶ توسط دزد دریایی فرانسوی لوئیس-میشل آوری ساخته شد. هدف او حمایت از شورش مکزیک علیه اسپانیا بود. در سال ۱۸۱۷، آوری از یک حمله ناموفق علیه اسپانیا بازگشت و دریافت که جزیره تحت تصرف دزد دریایی ژان لافیت قرار گرفته است. لافیت گلوستون را به عنوان "پادشاهی دزدان دریایی" نام‌گذاری کرد و خود را "رئیس دولت" خواند. بااین‌حال، در ۱۸۲۱، نیروی دریایی ایالات متحده او را مجبور به ترک جزیره کرد.
در ۱۸۲۵، کنگره مکزیک بندر گلوستون را تأسیس کرد و در ۱۸۳۰، یک اداره گمرک در آن بنا شد. در سال ۱۸۳۶، هنگام انقلاب تگزاس، رئیس‌جمهور موقت دیوید برنت پایتخت جمهوری تگزاس را به گلوستون منتقل کرد. در همان سال، میشل برانامور منارد، تاجر فرانسوی-کانادایی، با همراهی چند سرمایه‌گذار، ۴۶۰۵ جریب زمین را به قیمت ۵۰,۰۰۰ دلار خریداری کرد تا شهری جدید بنا کند.
با ورود مهاجران آنگلوساکسون به شهر، برخی از آن‌ها آفریقایی-آمریکایی‌های برده‌شده را همراه خود آوردند یا در آنجا خریداری کردند. بردگان عمدتاً در خانه‌ها یا در کارهای مرتبط با بندر، از جمله بر روی کشتی‌های رودخانه‌ای کار می‌کردند.
در ۱۸۳۹، گلوستون منشور شهری خود را تصویب کرد و توسط کنگره جمهوری تگزاس به عنوان یک شهر قانونی به رسمیت شناخته شد. این شهر در آن زمان یک بندر مهم ورودی مهاجران بود و در دهه ۱۸۴۰، با ورود گسترده آلمانی‌ها و یهودیان بازرگان، جمعیت آن افزایش یافت. گروه‌های مختلفی از جمله مکزیکی‌تبارها، مخالف برده‌داری بودند، از اتحادیه آمریکا در طول جنگ داخلی حمایت می‌کردند و پس از جنگ به حزب جمهوری‌خواه پیوستند.

### دستاوردهای مهم گلوستون در قرن نوزدهم
در طول توسعه، گلوستون در چندین زمینه پیشگام شد و اولین‌های زیادی را در تگزاس به ثبت رساند:
- اولین اداره پست (۱۸۳۶)
- اولین پایگاه نیروی دریایی (۱۸۳۶)
- اولین شعبه ماسونی در تگزاس (۱۸۴۰)
- اولین کارخانه فشرده‌سازی پنبه (۱۸۴۲)
- اولین مدرسه کاتولیک (۱۸۴۷)
- اولین شرکت بیمه (۱۸۵۴)
- اولین چراغ‌های گازی (۱۸۵۶)

### جنگ داخلی آمریکا و تغییرات پس از آن
در طول جنگ داخلی آمریکا، در ژانویه ۱۸۶۳، نیروهای کنفدراسیون تحت فرماندهی ژنرال جان بی. مگ‌رودر به نیروهای اتحادیه حمله کردند و آن‌ها را از گلوستون بیرون راندند. در ۱۹ ژوئن ۱۸۶۵، ژنرال گوردون گرنجر اعلام کرد که بر اساس اعلامیه آزادی بردگان، اکنون بردگان آزاد هستند. این روز اکنون به عنوان "جونتینث" (Juneteenth) جشن گرفته می‌شود.
پس از جنگ، شهر قوانینی برای بهبود خیابان‌ها و استانداردهای ساخت‌وساز وضع کرد. همچنین، یک منطقه "محدوده آتش‌سوزی" تعیین شد که در آن ساختمان‌های جدید نباید از چوب ساخته شوند.
در ۱۸۶۷، گلوستون دچار اپیدمی تب زرد شد که باعث مرگ ۱۸۰۰ نفر شد. این نوع اپیدمی‌ها در شهرهای بندری قرن نوزدهم، از جمله وبا نیز شایع بودند.

### اوج توسعه گلوستون در قرن نوزدهم
در دوران بازسازی پس از جنگ داخلی، گلوستون همچنان به رشد خود ادامه داد و شاهد "اولین‌های" بیشتری در ایالت تگزاس بود:
- اولین سالن اپرا (۱۸۷۰)
- اولین یتیم‌خانه (۱۸۷۶)
- اولین خطوط تلفن (۱۸۷۸)
- اولین چراغ‌های الکتریکی (۱۸۸۳)

در ۱۸۷۰، جمعیت سیاه‌پوستان شهر ۳۰۰۰ نفر بود که شامل بردگان آزادشده و افراد رنگین‌پوستی بود که قبل از جنگ تحصیل کرده بودند. سیاه‌پوستان تقریباً ۲۵٪ از جمعیت ۱۳,۸۱۸ نفری شهر را تشکیل می‌دادند. رهبرانی مانند جورج تی. روبی و نوریس رایت کونی، که حزب جمهوری‌خواه تگزاس را هدایت می‌کردند، نقش کلیدی در بهبود حقوق مدنی و فرصت‌های آموزشی و شغلی برای سیاه‌پوستان در گلوستون و تگزاس ایفا کردند.

### گلوستون، مرکز اقتصادی تگزاس
در اواخر قرن نوزدهم، جمعیت گلوستون به ۳۷,۰۰۰ نفر رسید. موقعیت آن در خلیج گلوستون در امتداد خلیج مکزیک باعث شد که به مرکز تجاری تگزاس تبدیل شود. این شهر به یکی از بزرگ‌ترین بنادر صادرات پنبه در آمریکا تبدیل شد و با نیواورلئان رقابت می‌کرد.
در دهه ۱۸۹۰، دولت آمریکا دفاعیاتی مانند قلعه کراکت و سیستم‌های توپخانه‌ای ساحلی را در گلوستون و در امتداد آبراه‌های بولیوار ساخت. در فوریه ۱۸۹۷، اولین کشتی جنگی نیروی دریایی ایالات متحده، USS Texas، به گلوستون وارد شد و در جشن‌های آن، افسران کشتی یک سرویس نقره‌ای ۵۰۰۰ دلاری را به عنوان هدیه از شهروندان تگزاس دریافت کردند.
گلوستون در اواخر قرن نوزدهم به عنوان "وال استریت جنوب" شناخته می‌شد و در میان بزرگ‌ترین مراکز تجاری ایالات متحده قرار داشت.

### طوفان ۱۹۰۰ و بازسازی گلوستون
در ۸ سپتامبر ۱۹۰۰، گلوستون با یک طوفان ویرانگر روبرو شد که مرگبارترین بلای طبیعی در تاریخ ایالات متحده محسوب می‌شود. این طوفان شهر را کاملاً تخریب کرد و بین ۶,۰۰۰ تا ۸,۰۰۰ نفر جان خود را از دست دادند.
پس از این فاجعه، یک دیوار دریایی به طول ۱۶ کیلومتر و ارتفاع ۵.۲ متر ساخته شد تا شهر را از سیلاب‌ها و امواج طوفانی آینده محافظت کند. تیمی از مهندسان، از جمله هنری مارتین رابرت، طرحی را برای افزایش ارتفاع بخش‌های زیادی از شهر در پشت این دیوار دریایی ارائه دادند تا اطمینان مردم نسبت به آینده شهر حفظ شود.

### برنامه بازسازی و افول تدریجی
پس از طوفان، گلوستون مدل جدیدی از حکومت شهری را تحت عنوان "طرح گلوستون" اجرا کرد که به بهبود و تسریع روند بازسازی کمک کرد.
بااین‌حال، علی‌رغم تلاش‌های زیاد برای جذب سرمایه‌گذاری، گلوستون هرگز نتوانست اهمیت ملی و رونق اقتصادی پیشین خود را بازپس گیرد. رشد و توسعه کانال کشتی‌رانی هیوستون رقیب جدی‌ای برای بندر گلوستون شد و باعث شد که بسیاری از فرصت‌های تجاری به سمت بندر هیوستون سرازیر شود.
علاوه بر این، دیوار دریایی خود به یک مشکل اساسی تبدیل شد، زیرا باعث فرسایش تدریجی سواحل و ناپدید شدن بخش بزرگی از ساحل و مناطق تفریحی شد. در عرض ۲۰ سال پس از ساخت دیوار دریایی، شهر بیش از ۹۰ متر از شن‌های ساحلی خود را از دست داد. زمانی که مردم مسابقات اتومبیل‌رانی را روی ساحل وسیع گلوستون تماشا می‌کردند، اکنون تنها یک نوار باریک از شن در هنگام جزر و نمایی از امواج کوبنده به صخره‌ها در هنگام مد باقی مانده بود.

### مهاجرت و تغییرات جمعیتی
برای جبران خسارات اقتصادی، گلوستون سیاست مهاجرتی فعالی را اجرا کرد. به لطف تلاش‌های خاخام هنری کوهن و کنیسه B'nai Israel، برنامه‌ای به نام "جنبش مهاجرت گلوستون" اجرا شد که بین ۱۹۰۷ تا ۱۹۱۴ حدود ۱۰,۰۰۰ مهاجر یهودی اروپای شرقی را از شهرهای شلوغ شمال شرق ایالات متحده به گلوستون هدایت کرد.
علاوه بر یهودیان، گروه‌های مهاجر دیگری از جمله یونانی‌ها، ایتالیایی‌ها و یهودیان روسی نیز در این دوره به شهر آمدند. این مهاجرت‌ها ترکیب قومی گلوستون و بسیاری از نقاط دیگر تگزاس و غرب ایالات متحده را تغییر دادند.

### طوفان ۱۹۱۵ و سقوط گلوستون
در اوت ۱۹۱۵، درست زمانی که گلوستون در حال بازیابی از فاجعه ۱۹۰۰ بود، طوفان دیگری جزیره را درنوردید. این طوفان که از اقیانوس اطلس مرکزی شکل گرفته و از کارائیب عبور کرده بود، خسارات سنگینی در خلیج مکزیک به جا گذاشت و سپس در خلیج سنت لارنس محو شد.
دیوار دریایی جدید مانع از نابودی کامل جزیره شد، اما همچنان بیش از ۴۰۰ نفر کشته شدند و خسارات مالی به ۳۰ میلیون دلار رسید که معادل ۹۰۳ میلیون دلار در سال ۲۰۲۳ است.
در کمتر از یک نسل، گلوستون از بزرگ‌ترین و مهم‌ترین شهر تگزاس به یک شهر فراموش‌شده تبدیل شد. این شهر که دو بار متوالی با نابودی مواجه شده بود، در میان ویرانی‌ها، ساکنان سرسخت خود را حفظ کرد. گالوستونی‌ها، که اغلب به‌دلیل سرسختی و بی‌تفاوتی نسبت به افراد خارجی شناخته می‌شدند، به مرور خود را از دیگر شهرهای تگزاس جدا کردند و جامعه‌ای مستقل و متفاوت ساختند.

### گلوستون به عنوان "شهر گناه"
با از بین رفتن قدرت اقتصادی گلوستون در بخش بندری، شهر به دنبال راه‌های جایگزین برای رشد اقتصادی بود. در ۱۹۲۰ و ۱۹۳۰، این شهر به مرکز اصلی گردشگری و تفریحات شبانه در خلیج مکزیک تبدیل شد.
سام ماسیو و روزاریو ماسیو، دو برادر تاجر و تأثیرگذار، از ممنوعیت مشروبات الکلی و قمار در سایر نقاط آمریکا استفاده کردند و گلوستون را به پاتوق ثروتمندان از هیوستون و سایر شهرها تبدیل کردند.
باشگاه‌های شبانه مانند Balinese Room، کازینوها، و فحشا که از جنگ داخلی آمریکا در شهر وجود داشت، باعث شد که گلوستون به عنوان "شهر گناه خلیج" شناخته شود. بسیاری از ساکنان شهر، از جمله مقامات محلی، این فعالیت‌های غیرقانونی را پذیرفته و حتی حمایت کردند، تا جایی که گلوستون به "ایالت آزاد گلوستون" معروف شد.

### جنگ جهانی دوم و تغییرات دهه ۱۹۴۰
در دهه ۱۹۴۰، تغییرات بزرگی در گلوستون رخ داد.
- در دوران جنگ جهانی دوم، فرودگاه شهری گلوستون به یک پایگاه نظامی به نام "پایگاه هوایی ارتش گلوستون" تبدیل شد و نیروهای بمب‌افکن ضدزیردریایی در خلیج مکزیک مستقر شدند.
- در ۱۹۴۲، ویلیام لوئیس مودی جونیور و همسرش، مؤسسه خیریه Moody Foundation را تأسیس کردند که یکی از بزرگ‌ترین بنیادهای خیریه در ایالات متحده شد و در دهه‌های بعد نقش مهمی در توسعه گلوستون ایفا کرد.

### سرکوب جرم و افول اقتصادی (دهه ۱۹۵۰)
پس از جنگ، گلوستون با سرکوب شدید قمار و فساد مواجه شد. در ۱۹۵۷، دادستان کل تگزاس ویل ویلسون و تگزاس رنجرز (Texas Rangers) موج گسترده‌ای از حملات به مراکز قمار و فحشا را آغاز کردند.
با سقوط صنعت قمار و تفریحات شبانه، گردشگری و کل اقتصاد شهر نیز دچار فروپاشی شد. شهر هرگز نتوانست به جایگاه اقتصادی گذشته خود بازگردد.
در ۱۹۶۱، طوفان کارلا گلوستون را درنوردید و باعث مرگ ۸ نفر و زخمی شدن بیش از ۲۰۰ نفر شد.

### احیای گلوستون در اواخر قرن بیستم و اوایل قرن بیست‌ویکم
در دهه ۱۹۶۰، با افزایش سرمایه‌گذاری در حفظ بناهای تاریخی، تلاش‌های جدیدی برای بازسازی شهر آغاز شد.
- در ۱۹۵۷، بنیاد تاریخی گلوستون تأسیس شد که پروژه‌های مرمت ساختمان‌های تاریخی را آغاز کرد.
- در دهه ۱۹۷۰ و ۱۹۸۰، با سرمایه‌گذاری جورج پی. میچل، بسیاری از ساختمان‌های تاریخی بازسازی شدند.

در دهه ۲۰۰۰، قیمت املاک در گلوستون افزایش یافت و این شهر بار دیگر به مقصدی برای ثروتمندان و گردشگران تبدیل شد.
در ۱۳ سپتامبر ۲۰۰۸، طوفان آیک با سرعت ۱۷۵ کیلومتر در ساعت به جزیره گلوستون برخورد کرد و خسارات زیادی به بار آورد. بااین‌حال، شهر به لطف سرمایه‌گذاری‌های جدید در گردشگری، حمل‌ونقل دریایی، و آموزش عالی بازسازی شد.
گلوستون امروزه شهری است که تاریخ پرفرازونشیب خود را حفظ کرده و همچنان یکی از مهم‌ترین مراکز گردشگری و اقتصادی تگزاس محسوب می‌شود.

### پس از جنگ جهانی دوم
پس از پایان جنگ جهانی دوم، سرمایه‌گذاری‌های نظامی در گلوستون به‌شدت کاهش یافت. علاوه بر این، با اجرای قوانین سختگیرانه‌تر علیه قمار و توسعه لاس وگاس به عنوان مرکز اصلی قمار و سرگرمی در آمریکا، فشار شدیدی بر صنعت قمار در گلوستون وارد شد. در نهایت، در ۱۹۵۷، دادستان کل تگزاس، ویل ویلسون، به همراه نیروهای تگزاس رنجرز (Texas Rangers) موج گسترده‌ای از حملات را علیه مراکز قمار و فحشا آغاز کرد.
با فروپاشی این صنایع غیرقانونی، صنعت گردشگری گلوستون نیز سقوط کرد و اقتصاد شهر با بحران جدی مواجه شد. این تغییرات نه‌تنها اقتصاد، بلکه فرهنگ شهر را نیز برای همیشه دگرگون کرد.

### فاجعه انفجار بندر تگزاس سیتی (۱۹۴۷)
در ۱۹۴۷، انفجار یک کشتی حامل ۲,۲۰۰ تن نیترات آمونیوم در بندر تگزاس سیتی، که در نزدیکی گلوستون قرار داشت، باعث خسارات گسترده‌ای به ساختمان‌های شهر شد. این حادثه به عنوان "فاجعه تگزاس سیتی" شناخته می‌شود.

### رکود اقتصادی و تلاش برای احیای شهر
در دهه‌های ۱۹۵۰ و ۱۹۶۰، اقتصاد گلوستون دچار رکود طولانی‌مدت شد. بسیاری از کسب‌وکارها از جزیره خارج شدند، اما صنایع مراقبت‌های بهداشتی، بیمه و مالی همچنان به عنوان بخش‌های مهم اقتصادی باقی ماندند.
تا ۱۹۵۹، شهر هیوستون از نظر جمعیت و رشد اقتصادی، گلوستون را به‌طور کامل پشت سر گذاشته بود.
در ۱۹۵۷، بنیاد تاریخی گلوستون (Galveston Historical Foundation) با هدف حفظ ساختمان‌های تاریخی شهر تأسیس شد. انتشار کتاب "گلوستونی که بود" در ۱۹۶۶ به این جنبش حفاظت از تاریخ کمک زیادی کرد. سرمایه‌گذاران، به‌ویژه جورج پی. میچل، تاجر معروف اهل هیوستون، سرمایه‌های زیادی را برای بازسازی منطقه تاریخی استرند و سایر بخش‌های شهر اختصاص دادند.

### طوفان کارلا (۱۹۶۱)
در سپتامبر ۱۹۶۱، طوفان کارلا به گلوستون برخورد کرد. این طوفان، یک گردباد قدرتمند F4 ایجاد کرد که باعث مرگ ۸ نفر و زخمی شدن ۲۰۰ نفر شد.

### توسعه آموزش عالی در دهه ۱۹۶۰
با ورود دهه ۱۹۶۰، گلوستون شاهد گسترش آموزش عالی شد.
- ۱۹۶۲: تأسیس آکادمی دریایی تگزاس که بعدها به دانشگاه A&M تگزاس در گلوستون تبدیل شد.
- ۱۹۶۷: تأسیس کالج گلوستون به عنوان یک مؤسسه آموزشی جدید.

### بازسازی و رونق در دهه ۲۰۰۰
در اوایل دهه ۲۰۰۰، گلوستون شاهد افزایش قیمت املاک و پروژه‌های بازسازی گران‌قیمت بود. افزایش تقاضا برای خانه‌های دوم توسط افراد ثروتمند باعث شد که مسکن مقرون‌به‌صرفه برای طبقه متوسط کمیاب شود.

### طوفان آیک (۲۰۰۸) و بازسازی پس از آن
در ۱۳ سپتامبر ۲۰۰۸، طوفان آیک با سرعت ۱۷۵ کیلومتر در ساعت به گلوستون برخورد کرد. این طوفان، یک طوفان دسته ۲ بود و خسارات گسترده‌ای به ساختمان‌های واقع در امتداد دیوار دریایی وارد کرد.

### سرمایه‌گذاری مجدد و توسعه شهری
پس از طوفان آیک، گلوستون دوباره سرمایه‌گذاری‌هایی در بخش گردشگری و حمل‌ونقل دریایی انجام داد و تمرکز خود را بر آموزش عالی و مراقبت‌های بهداشتی افزایش داد. از جمله پروژه‌های مهم این دوره می‌توان به موارد زیر اشاره کرد:
- افزودن اسکله تفریحی تاریخی گلوستون (Galveston Island Historic Pleasure Pier)
- جایگزینی پل متحرک روی راه‌آهن با یک پل کشویی عمودی برای حمل بارهای سنگین‌تر

### گلوستون امروز
گلوستون امروزی شهری است که تاریخ پرفرازونشیب خود را حفظ کرده و با تمرکز بر گردشگری، آموزش و حمل‌ونقل دریایی، همچنان یکی از مهم‌ترین شهرهای ساحلی تگزاس محسوب می‌شود.

## جغرافیا

### موقعیت جغرافیایی و زمین‌شناسی گلوستون
شهر گلوستون در جزیره گلوستون قرار دارد، که یک جزیره سد در سواحل خلیج تگزاس و در نزدیکی ساحل اصلی است. این جزیره عمدتاً از ذرات ماسه‌ای تشکیل شده است، همراه با مقادیر کمتری از رسوبات گلی ریزتر و ذرات درشت‌تر شنی و سنگریزه‌ای. به دلیل این ترکیب، جزیره از نظر زمین‌شناسی ناپایدار بوده و تحت تأثیر آب و هوا و فرسایش، مرزهای آن قابل تغییر و جابه‌جایی است.
گلوستون حدود ۷۲ کیلومتر (۴۵ مایل) جنوب‌شرقی مرکز شهر هیوستون واقع شده است. جزیره به‌طور کلی در راستای شمال‌شرق - جنوب‌غرب امتداد دارد و در شرق و جنوب به خلیج مکزیک، در غرب به خلیج غربی (West Bay) و در شمال به خلیج گلوستون منتهی می‌شود.

### دسترسی به جزیره و ارتباطات دریایی
مهم‌ترین راه دسترسی زمینی به جزیره، بزرگراه بین‌ایالتی ۴۵ (I-45) است که از طریق پل ارتباطی West Bay در شمال‌شرقی جزیره، آن را به سرزمین اصلی متصل می‌کند.
از نظر دسترسی دریایی، یک کانال آب عمیق، بندر گلوستون را به خلیج مکزیک و آبراه بین‌ساحلی خلیج (Gulf Intracoastal Waterway) متصل می‌کند.

### مساحت و تقسیمات شهری
طبق اداره سرشماری ایالات متحده، شهر گلوستون ۲۱۱.۳۱ مایل مربع (۵۴۷.۲۹ کیلومتر مربع) مساحت دارد، که از این میزان:
- ۴۱.۰۴ مایل مربع (۱۰۶.۲۹ کیلومتر مربع) خشکی است.
- ۱۷۰.۲۷ مایل مربع (۴۴۱.۰۰ کیلومتر مربع)، معادل ۸۰.۳۱٪ آب‌های اطراف را شامل می‌شود.

جزیره گلوستون حدود ۸۰ کیلومتر (۵۰ مایل) جنوب‌شرقی هیوستون قرار دارد.

### مناطق مختلف گلوستون
بخش غربی جزیره به نام "West End" شناخته می‌شود که تقریباً شامل منطقه‌ای در غرب انتهای دیوار دریایی است.
مناطق شرقی گلوستون، که در شرق دیوار دریایی قرار دارند، شامل محله‌های زیر می‌شوند:
- Havre Lafitte
- Offats Bayou
- Central City
- Fort Crockett
- Bayou Shore
- Lasker Park
- Carver Park
- Kempner Park
- Old City/Central Business District
- San Jacinto
- East End
- Lindale

### حمل و نقل در West End و چالش‌های آن
از سال ۲۰۰۹، بسیاری از ساکنان بخش غربی جزیره از کارت‌های گلف (golf carts) برای رفت‌وآمد روزانه بین خانه‌های مسکونی، باشگاه گلف جزیره گلوستون (Galveston Island Country Club) و فروشگاه‌ها استفاده می‌کردند.
در همان سال، رئیس پلیس گلوستون، چارلز وایلی پیشنهاد کرد که استفاده از کارت‌های گلف خارج از زمین‌های گلف ممنوع شود، اما ساکنان منطقه West End به شدت با این پیشنهاد مخالفت کرده و علیه هرگونه ممنوعیت در استفاده از کارت‌های گلف کمپین راه‌اندازی کردند.

### فرسایش سریع و آینده West End
در سال ۲۰۱۱، دانشگاه رایس مطالعه‌ای تحت عنوان "اطلس استراتژی‌های پایدار برای جزیره گلوستون" منتشر کرد که نشان می‌داد بخش غربی جزیره گلوستون به‌سرعت در حال فرسایش است.
در این گزارش، توصیه شد که ساخت‌وساز در West End کاهش یابد و در صورت وقوع یک طوفان دیگر، از بازسازی این منطقه خودداری شود.

### مناطق تاریخی گلوستون
گلوستون دارای شش منطقه تاریخی است که بیش از ۶۰ سازه با اهمیت معماری در فهرست ملی اماکن تاریخی ایالات متحده ثبت شده‌اند.

#### مهم‌ترین مناطق تاریخی گلوستون
- منطقه تاریخی Silk Stocking: این منطقه بین خیابان برادوی و بلوار دیوار دریایی قرار دارد و شامل مجموعه‌ای از خانه‌های تاریخی است که از دوران جنگ داخلی آمریکا تا جنگ جهانی دوم ساخته شده‌اند.
- منطقه تاریخی East End: این منطقه، که در دو سوی خیابان‌های برادوی و مارکت قرار دارد، شامل ۴۶۳ ساختمان تاریخی است.
- دیگر مناطق تاریخی مهم شامل Cedar Lawn، Denver Court و Fort Travis هستند.

#### منطقه تاریخی The Strand
منطقه تاریخی ملی استرند (The Strand National Historic Landmark District) یکی از مهم‌ترین بخش‌های تاریخی گلوستون است. این منطقه شامل ساختمان‌هایی از دوران ویکتوریایی است که امروزه به رستوران‌ها، فروشگاه‌های عتیقه، نمایشگاه‌های تاریخی، موزه‌ها و گالری‌های هنری تبدیل شده‌اند.
استرند به‌عنوان مرکز گردشگری جزیره شناخته می‌شود و میزبان دو جشنواره فصلی پرطرفدار است. همچنین، این منطقه به مرکز خرید و سرگرمی گلوستون معروف است. امروزه، نام "استرند" معمولاً به منطقه تجاری پنج بلوکی بین خیابان‌های ۲۰ و ۲۵ در مرکز شهر گلوستون، نزدیک اسکله بندر اشاره دارد.

### گلوستون، شهر گل‌های "اولئاندر"
از اوایل قرن بیستم، گلوستون به عنوان "شهر اولئاندر" (Oleander City) شناخته شده است.
اولئاندر (Nerium oleander) یک درختچه همیشه‌سبز نیمه‌گرمسیری است که به دلیل مقاومت بالا در برابر خشکی، گرما، پاشش نمک و خاک‌های شنی، در جزیره گلوستون به‌خوبی رشد می‌کند.
- اولین درخت اولئاندر در ۱۸۴۱ در گلوستون کاشته شد.
- هزاران درخت اولئاندر پس از طوفان ۱۹۰۰ در بازسازی شهر کاشته شد.
- گلوستون بیش از ۱۰۰ گونه مختلف از اولئاندر را دارد که برخی از آن‌ها در این شهر توسعه یافته و به نام شهروندان برجسته گلوستون نام‌گذاری شده‌اند.
- در ۲۰۰۵، ماه مه به‌عنوان "ماه اولئاندر" در گلوستون اعلام شد.
- "جامعه بین‌المللی اولئاندر" از سال ۱۹۶۷ در گلوستون فعالیت دارد و هر ساله یک جشنواره اولئاندر برگزار می‌کند.

### معماری گلوستون
گلوستون دارای یکی از بزرگ‌ترین مجموعه‌های معماری قرن نوزدهم در ایالات متحده است. تلاش‌های چندین دهه‌ای برای حفظ و احیای معماری تاریخی باعث شده که این شهر به سطح ملی شناخته شود.

#### مهم‌ترین ساختمان‌های تاریخی گلوستون
- خانه اپرای بزرگ ۱۸۹۴ (Grand 1894 Opera House): ساختمانی به سبک رومانسک که امروزه به عنوان یک سالن نمایش هنرهای نمایشی غیرانتفاعی فعالیت دارد.
- کاخ بیشاپ (Bishop’s Palace): همچنین به عنوان "قلعه گرشام" شناخته می‌شود. این خانه مجلل ویکتوریایی در خیابان برادوی و خیابان ۱۴ در منطقه تاریخی East End قرار دارد.
  - توسط مؤسسه معماری آمریکا به‌عنوان یکی از ۱۰۰ ساختمان مهم ایالات متحده انتخاب شده است.
  - کتابخانه کنگره آمریکا آن را یکی از ۱۴ سازه ویکتوریایی برتر کشور طبقه‌بندی کرده است.
- هتل گالوِز (Galvez Hotel):
  - این هتل تاریخی در ۱۹۱۱ افتتاح شد و به افتخار برناردو د گالوِز، که شهر به نام او نام‌گذاری شده، ساخته شد.
  - در ۴ آوریل ۱۹۷۹ در فهرست ملی اماکن تاریخی ثبت شد.
- خانه میشل بی. منارد (Michel B. Menard House):
  - قدیمی‌ترین ساختمان باقی‌مانده در گلوستون که در ۱۸۳۸ به سبک رنسانس یونانی ساخته شد.
  - در ۱۸۸۰، این خانه توسط ادوین کچام، رئیس پلیس گلوستون در زمان طوفان ۱۹۰۰، خریداری شد.
- ویلا اشتون (Ashton Villa):
  - یک عمارت ویکتوریایی ایتالیایی از جنس آجر قرمز که در ۱۸۵۹ توسط جیمز مورو براون ساخته شد.
  - یکی از اولین ساختمان‌های آجری در تگزاس و یک بنای تاریخی ثبت‌شده در ایالت تگزاس است.
  - در ۱۹ ژوئن ۱۸۶۵، ژنرال گوردون گرنجر از بالکن این عمارت، دستور آزادی تمام بردگان در تگزاس را قرائت کرد که بعدها به عنوان "جونتینث" (Juneteenth) شناخته شد.
- کلیسای سنت جوزف (St. Joseph's Church):
  - این کلیسا بین سال‌های ۱۸۵۹-۱۸۶۰ توسط مهاجران آلمانی ساخته شد.
  - قدیمی‌ترین کلیسای چوبی در گلوستون و قدیمی‌ترین کلیسای کاتولیک آلمانی در تگزاس است.
- ساختمان گمرک ایالات متحده (U.S. Custom House):
  - ساخت این بنا در ۱۸۶۰ آغاز و در ۱۸۶۱ تکمیل شد.
  - در طول جنگ داخلی آمریکا، توسط ارتش کنفدراسیون اشغال شد.
  - در ۱۸۶۵، مراسم رسمی پایان جنگ داخلی آمریکا در این ساختمان برگزار شد.

### معماری مدرن گلوستون
علاوه بر ساختمان‌های تاریخی، گلوستون دارای سازه‌های مدرن مهمی نیز است، از جمله:
- برج شرکت بیمه ملی آمریکا (One Moody Plaza)
- برج‌های شمالی و جنوبی San Luis Resort
- مجتمع‌های مسکونی The Breakers و The Galvestonian Resort
- ساختمان بانک ملی ایالات متحده (US National Bank Building)
- "هرم جنگل‌های بارانی" در مودی گاردنز (Rainforest Pyramid at Moody Gardens)
- برج‌های بیمارستان جان سیلی در دانشگاه علوم پزشکی تگزاس (UTMB John Sealy Hospital Towers)
- ساختمان هنرهای پزشکی (Medical Arts Building, Two Moody Plaza)

### گلوستون: ترکیب سنت و مدرنیته
گلوستون امروز، ترکیبی از معماری تاریخی و توسعه مدرن است. با بازسازی بناهای تاریخی، ایجاد مراکز تفریحی مدرن، و سرمایه‌گذاری در آموزش عالی و گردشگری، این شهر توانسته هویتی منحصربه‌فرد حفظ کند که هم گذشته را زنده نگه می‌دارد و هم به سوی آینده‌ای پویا گام برمی‌دارد.

### اقلیم گلوستون
گلوستون دارای اقلیم نیمه‌گرمسیری مرطوب (Cfa در سامانه طبقه‌بندی اقلیمی کوپن) است و در منطقه سختی گیاهی 10a وزارت کشاورزی ایالات متحده (USDA) قرار دارد. بادهای غالب از سمت جنوب و جنوب‌شرقی، رطوبت را از خلیج مکزیک به این منطقه می‌آورند.

#### دمای تابستان و زمستان
- تابستان‌ها در گلوستون بسیار گرم و مرطوب است. دما به‌طور منظم بیش از ۳۲ درجه سانتی‌گراد (۹۰ درجه فارنهایت) می‌شود و شاخص گرما به دلیل رطوبت بالا حتی بیشتر از این مقدار احساس می‌شود. دمای شبانه در تابستان به‌طور متوسط حدود ۲۷ درجه سانتی‌گراد (۸۰ درجه فارنهایت) است.
- زمستان‌ها معمولاً معتدل هستند و در ژانویه، بیشینه دما بالای ۱۶ درجه سانتی‌گراد (۶۰ درجه فارنهایت) و کمینه دما در حدود ۱۰ درجه سانتی‌گراد (۵۰ درجه فارنهایت) است.
- بارش برف در این منطقه بسیار نادر است، اما در زمستان ۱۸۹۴-۱۸۹۵، ۳۹.۱ سانتی‌متر (۱۵.۴ اینچ) برف در ماه فوریه ثبت شد که رکورد بیشترین بارش برف در تاریخ منطقه است.

#### میزان بارندگی و دماهای افراطی
- میزان بارندگی سالانه به‌طور میانگین بیش از ۱۰۰۰ میلی‌متر (۴۰ اینچ) است، اما برخی مناطق سالانه بیش از ۱۳۰۰ میلی‌متر (۵۰ اینچ) بارندگی دارند.
- دماهای بسیار سرد (زیر ۷- درجه سانتی‌گراد / ۲۰ درجه فارنهایت) و بسیار گرم (بیش از ۳۸ درجه سانتی‌گراد / ۱۰۰ درجه فارنهایت) در گلوستون نادر هستند.
  - آخرین دمای ۲۰- درجه سانتی‌گراد (۷- درجه فارنهایت) در ۲۳ دسامبر ۱۹۸۹ ثبت شد.
  - آخرین دمای بیش از ۳۸ درجه سانتی‌گراد (۱۰۰ درجه فارنهایت) در ۲۵ ژوئن ۲۰۱۲ ثبت شد.
- کمترین دمای ثبت‌شده: ۸- درجه سانتی‌گراد (۱۳- درجه فارنهایت) در ۱۲ فوریه ۱۸۹۹
- بیشترین دمای ثبت‌شده: ۴۰ درجه سانتی‌گراد (۱۰۴ درجه فارنهایت) در ۵ سپتامبر ۲۰۰۰
- گرم‌ترین دمای شبانه ثبت‌شده: ۳۱ درجه سانتی‌گراد (۸۷ درجه فارنهایت) بین ۳۱ آگوست تا ۳ سپتامبر ۲۰۲۰

### خطر طوفان‌های گرمسیری و موانع حفاظتی
گلوستون به دلیل موقعیت ساحلی خود، همواره در معرض خطر طوفان‌های گرمسیری در تابستان و پاییز قرار دارد.
- این جزیره در منطقه طوفان‌های ساحلی (Coastal Windstorm Area) قرار دارد و همراه با شبه‌جزیره بولیوار، در میان مناطق بیشترین خطر طوفان در حوالی خلیج گلوستون قرار دارد.
- اگرچه جزیره گلوستون و شبه‌جزیره بولیوار تا حدی به‌عنوان مانعی طبیعی در برابر طوفان‌ها عمل می‌کنند، اما مناطق ساحلی خلیج همچنان در معرض خطر جدی امواج طوفانی (storm surge) هستند.
- پیشنهادهایی برای ساخت یک مانع طوفانی ساحلی با بودجه فدرال و ایالتی به منظور حفاظت از گلوستون و هیوستون طی سال‌های اخیر در حال بررسی بوده است، اما هنوز اجرایی نشده‌اند.

گلوستون با اقلیم گرمسیری مرطوب، زمستان‌های معتدل، بارندگی سالانه بالا، و خطر دائمی طوفان‌ها، یکی از مناطق منحصر به فرد از نظر آب‌وهوایی در ایالت تگزاس محسوب می‌شود.

## اقتصاد

### بندر گلوستون
بندر گلوستون که به "اسکله‌های گلوستون" (Galveston Wharves) نیز معروف است، در سال ۱۸۲۵ به‌عنوان یک مرکز تجاری آغاز به کار کرد. امروزه این بندر دارای ۸۵۰ هکتار (۳.۴ کیلومتر مربع) تأسیسات بندری است و در آبراه بین‌ساحلی خلیج مکزیک (Gulf Intracoastal Waterway) در شمال جزیره گلوستون واقع شده است، با برخی تأسیسات در جزیره پلیکان (Pelican Island).

#### امکانات بندر
این بندر توانایی جابجایی انواع مختلف محموله‌های تجاری را دارد، از جمله:
- کانتینرها
- محصولات فله خشک و مایع
- محموله‌های شکستنی و حجیم (Breakbulk Cargo)
- حمل‌ونقل خودرویی (Roll-on/Roll-off Cargo)
- محصولات یخچالی و محموله‌های پروژه‌ای

#### پایانه کشتی‌های تفریحی
بندر گلوستون یکی از مهم‌ترین پایانه‌های کشتی‌های تفریحی در خلیج مکزیک است و کشتی‌های متعددی از این بندر به مقاصد کارائیب حرکت می‌کنند.
- این بندر، پایگاه اصلی کشتی‌های تفریحی شرکت Carnival Cruise Lines است، از جمله کشتی‌های:
  - Carnival Conquest و Carnival Ecstasy
  - در ۲۰۱۱، کشتی‌های Carnival Magic و Carnival Triumph نیز به ناوگان اضافه شدند.
  - در ۲۰۱۵، کشتی Carnival Freedom جایگزین آن‌ها شد و سفرهای هفت‌روزه را آغاز کرد.
  - در ۲۰۱۶، کشتی‌های Carnival Breeze و Carnival Liberty جایگزین شدند، اما بعدها Liberty به دلیل مشکلات فنی با Carnival Valor تعویض شد.
  - Carnival Breeze و Carnival Freedom سفرهای هفت‌روزه و Carnival Valor سفرهای چهار و پنج‌روزه را انجام می‌دهند.
  - در ۲۰۱۸، Carnival Vista جایگزین Breeze شد و در ۲۰۱۹، Carnival Dream جایگزین Valor شد.
- Royal Caribbean International نیز کشتی MS Liberty of the Seas را در این بندر مستقر کرده است که بزرگ‌ترین کشتی تفریحی مستقر در گلوستون و یکی از بزرگ‌ترین کشتی‌های جهان است.
- Disney Cruise Line نیز در ۲۰۱۲ کشتی Disney Magic را به این بندر اضافه کرد که سفرهای چهار، شش، هفت و هشت‌روزه به کارائیب و باهاما انجام می‌دهد.

### امور مالی در گلوستون
گلوستون میزبان برخی از بزرگ‌ترین شرکت‌های مالی و بیمه‌ای ایالات متحده است.

#### شرکت بیمه ملی آمریکا (American National Insurance Company)
- یکی از بزرگ‌ترین شرکت‌های بیمه عمر در آمریکا است.
- در تمام ۵۰ ایالت آمریکا، واشنگتن دی‌سی، پورتوریکو و ساموآی آمریکا فعالیت دارد.
- از طریق شرکت زیرمجموعه American National de México، خدماتی را در مکزیک نیز ارائه می‌دهد.

#### بانک ملی مودی (Moody National Bank)
- یکی از بزرگ‌ترین بانک‌های خصوصی مستقر در تگزاس است.
- بخش امانات و سرمایه‌گذاری این بانک از سال ۱۹۲۷ تأسیس شده و بیش از ۱۲ میلیارد دلار دارایی را مدیریت می‌کند که یکی از بزرگ‌ترین صندوق‌های امانی در تگزاس است.

#### سایر مؤسسات مالی
- United Fire & Casualty Company که دفتر منطقه‌ای خود را در گلوستون دارد.

### گردشگری در گلوستون
در اواخر دهه ۱۸۰۰، گلوستون به عنوان "زمین بازی جنوب" (Playground of the South) شناخته می‌شد.
امروزه، همچنان یکی از مقاصد برتر گردشگری در خلیج مکزیک است و در سال ۲۰۰۷، گردشگری ۸۰۸ میلیون دلار درآمد و ۵.۴ میلیون بازدیدکننده برای شهر به همراه داشت.

#### جاذبه‌های گردشگری مهم گلوستون
- اسکله تفریحی تاریخی گلوستون (Galveston Island Historic Pleasure Pier)
- پارک آبی شلیتر‌بان گلوستون (Schlitterbahn Waterpark)
- باغ‌های گیاه‌شناسی Moody Gardens و هرم جنگل‌های بارانی
- موزه دکل حفاری اقیانوسی (Ocean Star Offshore Drilling Rig & Museum)
- موزه پرواز لون استار (Lone Star Flight Museum)
- موزه راه‌آهن گلوستون (Galveston Railroad Museum)
- منطقه تاریخی استرند (The Strand)، که شامل ساختمان‌های تاریخی و موزه‌های متنوع است.
- سواحل طولانی گلوستون، از جمله ساحل Porretto، ساحل Stewart و پارک‌های ساحلی منطقه غربی (West End Pocket Parks).

#### جشنواره‌ها و رویدادهای سالانه
- جشنواره ماردی گرا (Mardi Gras Festival)
- جشنواره جاز و بلوز جزیره گلوستون (Galveston Island Jazz & Blues Festival)
- جشن کریسمس ویکتوریایی "دیکنز در استرند" (Dickens on the Strand) که به آثار چارلز دیکنز، از جمله داستان سرود کریسمس (A Christmas Carol) اختصاص دارد.

#### مراکز فرهنگی و تاریخی
- کشتی بادبانی الیسا (Elissa)، که به عنوان "کشتی بادبانی رسمی تگزاس" شناخته می‌شود.
- ناو جنگی USS Cavalla و ناوشکن USS Stewart که در پارک سی‌وولف (Seawolf Park) در جزیره پلیکان نگهداری می‌شوند.

### گلوستون: قطب سفرهای دریایی در خلیج مکزیک
گلوستون به‌عنوان بندر شماره یک کشتی‌های تفریحی در خلیج مکزیک و چهارمین بندر برتر کشتی‌های تفریحی در کل ایالات متحده رتبه‌بندی شده است.
این شهر با تاریخ غنی، معماری منحصر به فرد، صنعت گردشگری پویا و بندر تجاری بزرگ خود، یکی از مهم‌ترین شهرهای ساحلی در جنوب ایالات متحده محسوب می‌شود.

## نگارخانه

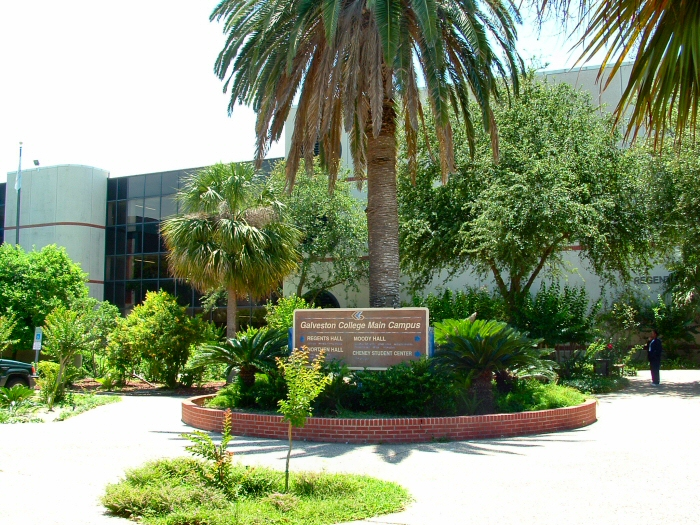
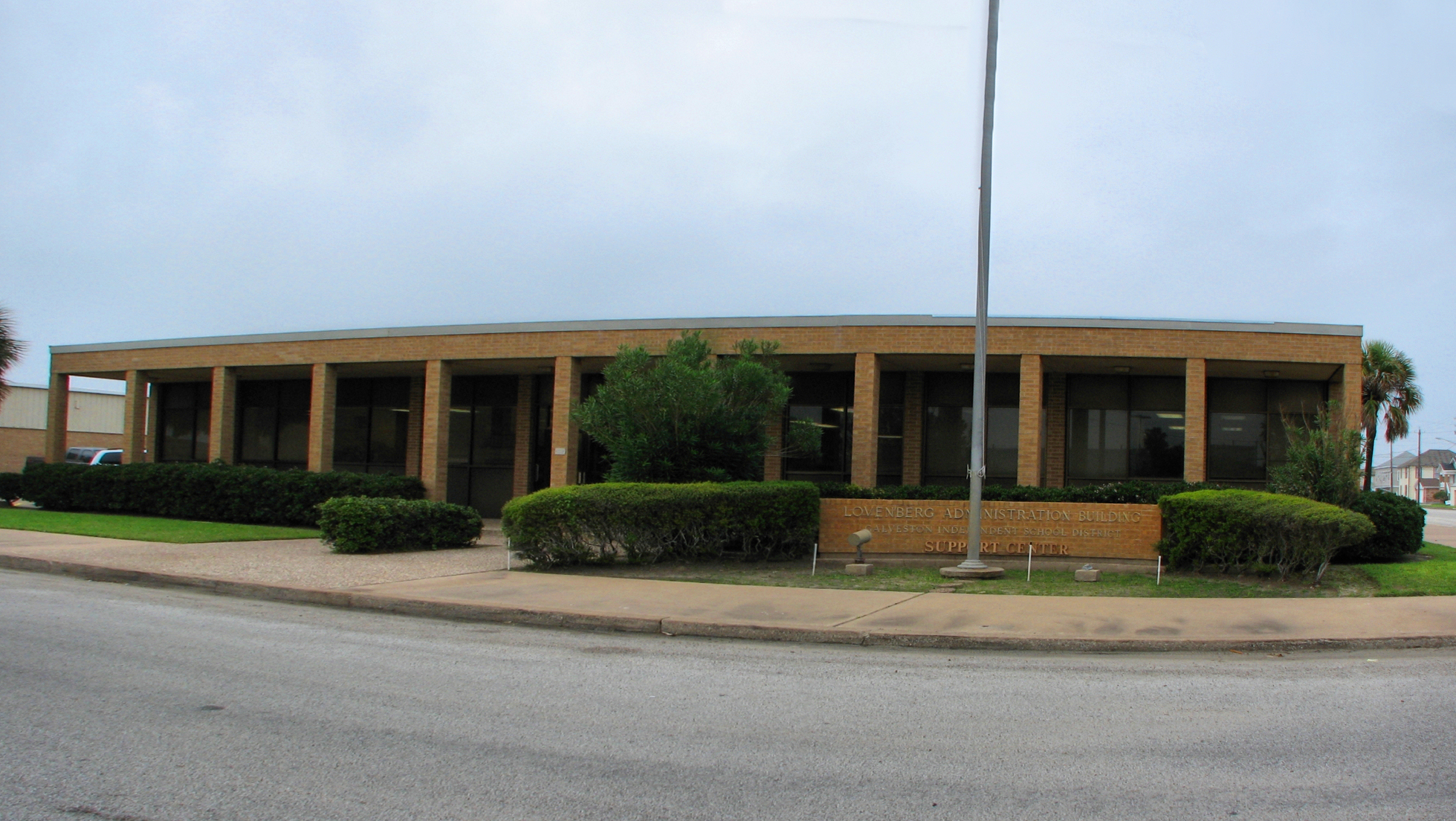
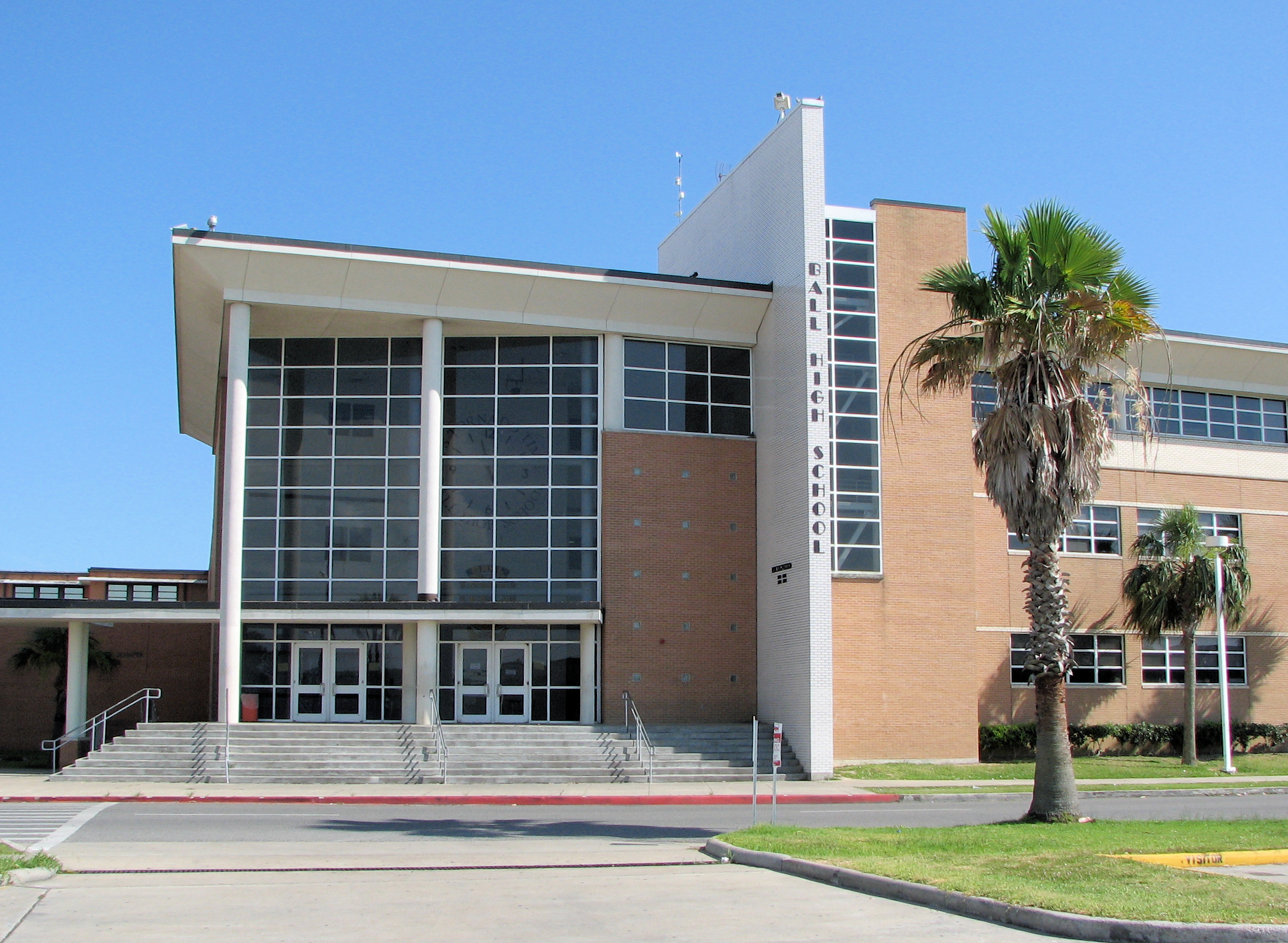